# Nóixino
Nóixino (en rus: Ношино) és un poble del krai de Krasnoiarsk, a Rússia, segons el cens del 2010 tenia 270 habitants. Pertany al districte municipal d'Àban.